# Paionia
Paionia (tiếng Hy Lạp: ?) là một khu tự quản ở vùng Trung Makedonías, Hy Lạp. Khu tự quản Paionia có diện tích 919 km², dân số theo điều tra ngày 18 tháng 3 năm 2001 là 31674 người.